# Maestà britannica

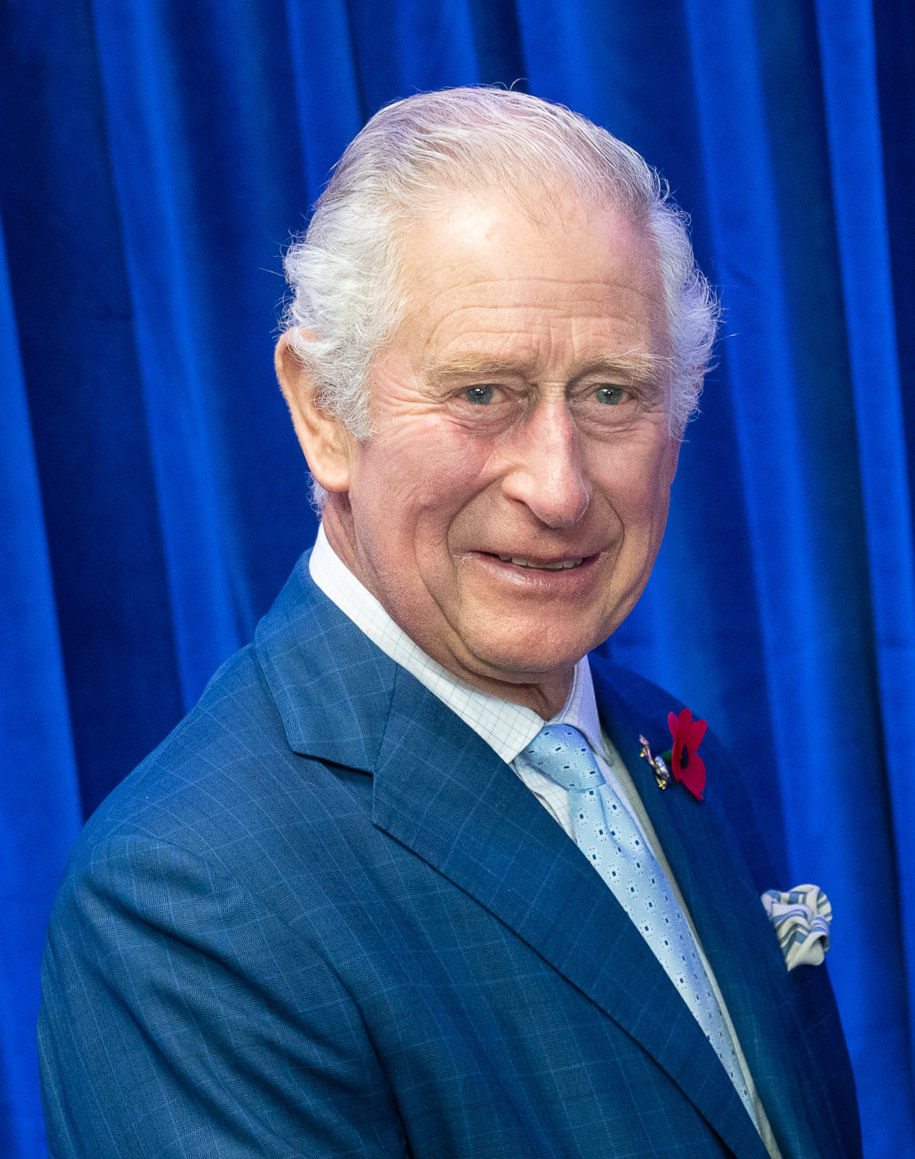
Sua maestà britannica Carlo III

L'appellativo di "Sua Maestà" è il titolo formale ed ufficiale del sovrano del Regno Unito.
Si noti che tale appellativo onorifico sostituisce l'indicazione "re di Gran Bretagna e Irlanda del Nord", anziché precederla, come invece avviene con gli analoghi appellativi utilizzati dalle altre monarchie.
Nell'originale inglese si differenzia in His Britannic Majesty o Her Britannic Majesty a seconda che il sovrano sia uomo o donna.
In qualsiasi atto ufficiale inglese non è mai "il re" o "la regina" che firma o promulga, ma è sempre "sua maestà britannica". Nel mandato per la Palestina della Società delle Nazioni, per esempio, era "sua maestà britannica" che veniva indicata come mandataria.
Il titolo è notoriamente utilizzato, oltre che negli atti ufficiali e nella diplomazia, in tutti i passaporti britannici, nei quali viene usata la frase: «His Britannic Majesty's Secretary of State requests and requires in the Name of His Majesty all those whom it may concern to allow the bearer to pass freely without let or hindrance, and to afford the bearer such assistance and protection as may be necessary» ("Il segretario di stato di Sua Maestà Britannica chiede e richiede in nome di Sua Maestà a tutti coloro che sono interessati di consentire al portatore di transitare liberamente, senza ostacoli, e di garantire al portatore l'assistenza e la protezione che possono essere necessarie").
Tuttavia sono stati usati parecchi termini derivanti da maestà (alcuni di essi perdurano tuttora), sia per distinguere il sovrano inglese dagli altri monarchi europei, sia come ulteriori forme di esaltazione del monarca nei documenti ufficiali o in occasioni importanti. "Sua graziosissima maestà" veniva utilizzato soltanto nelle occasioni più formali.
Intorno al 1519 il re Enrico VIII d'Inghilterra decise che "sua maestà" sarebbe stato il titolo convenzionale nei confronti del sovrano d'Inghilterra. Tuttavia questa innovazione dovette rimanere a lungo in uno stato di uso arbitrario, convivendo con altre formule come "sua grazia" o "sua altezza" anche nei documenti ufficiali. 
In Scozia, prima dell'atto di Unione del 1707, i sovrani ricevevano il titolo di "vostra grazia". Durante il regno di Giacomo I d'Inghilterra, l'appellativo di maestà divenne il titolo ufficiale del sovrano, escludendo così tutti gli altri. Tuttora al sovrano si fa riferimento come "sua graziosissima maestà", una fusione sia del titolo scozzese che di quello inglese. 
"Sua eccellente maestà" è invece utilizzato nelle leggi del parlamento con la frase: «Be it enacted by the King's most Excellent Majesty, by and with the advice and consent of the Lords Spiritual and Temporal, and Commons, in this present Parliament assembled, and by the authority of the same, as follows: ...» ("Sia emanata dal re, eccellente maestà, con il consenso dei lord spirituali e temporali e dei comuni riuniti in questo parlamento, e dall'autorità della stessa, quanto segue:...").